# 59 Pułk Szkolno-Bojowy Oficerskiej Szkoły Lotniczej

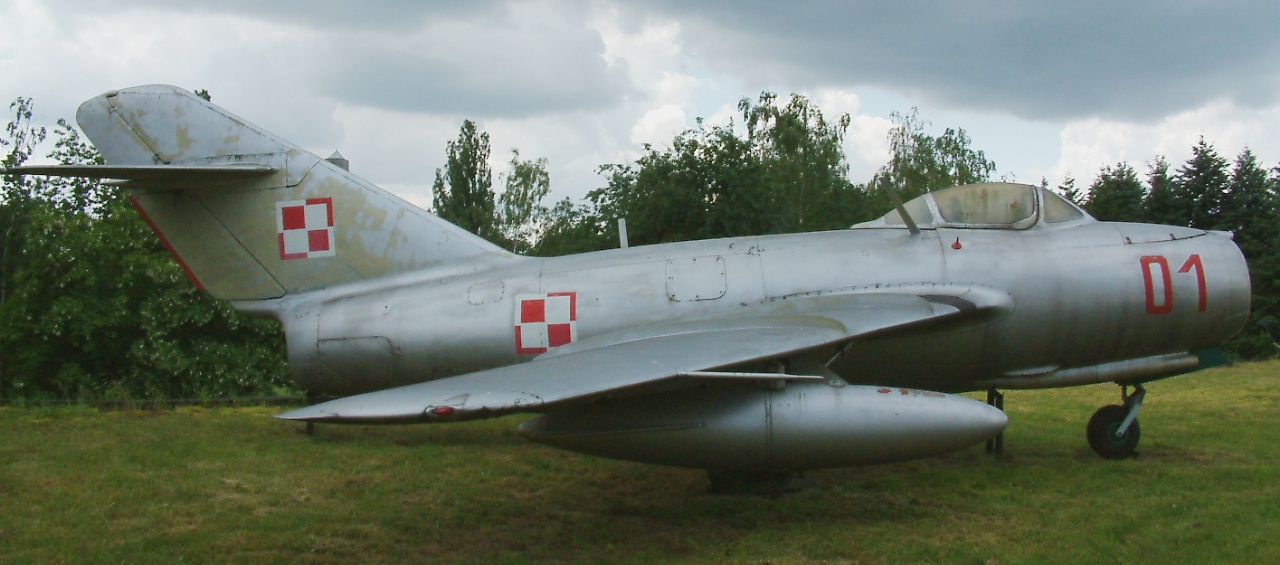
MiG-15

59 Pułk Szkolno-Bojowy Oficerskiej Szkoły Lotniczej im. Janka Krasickiego  (59 pszb OSL) – szkolny oddział wojsk lotniczych SZ PRL.

## Formowanie i zmiany organizacyjne
W 1958 roku, na lotnisku w Białej Podlaskiej, sformowano 59 Pułk Szkolno-Bojowy Oficerskiej Szkoły Lotniczej im. Janka Krasickiego w Dęblinie. Etat nr 20/462 przewidywał 402 żołnierzy i 3 pracowników kontraktowych.
W 1960 roku pułk został przeformowany na etat nr 20/460. Nowy etat przewidywał 429 żołnierzy i 2 pracowników cywilnych.
W 1961 roku znacząco rozbudowano pułk. W etacie nr 20/500 przewidziano 902 żołnierzy i 21 pracowników cywilnych.
Do 31 grudnia 1964 roku Główny Inspektor Lotnictwa rozformował 59 Pułk Szkolno-Bojowy Oficerskiej Szkoły Lotniczej.

## Dowódcy pułku
- płk pil. Edward Sochaj